# Wayne County (Georgia)
Das Wayne County ist ein County im Bundesstaat Georgia der Vereinigten Staaten. Der Verwaltungssitz (County Seat) ist Jesup.

## Geographie
Das County liegt im Südosten von Georgia, ist im Südosten etwa 40 km vom Atlantik und im Süden etwa 80 km von Florida entfernt. Es hat eine Fläche von 1680 Quadratkilometern, wovon elf Quadratkilometer Wasserfläche sind, und grenzt im Uhrzeigersinn an folgende Countys: Long County, McIntosh County, Glynn County, Brantley County, Pierce County, Appling County und Tattnall County.

## Geschichte
Wayne County wurde am 11. Mai 1803 als 28. County von Georgia aus dem Land der Creek-Indianer gebildet. Benannt wurde es nach General Anthony Wayne.

## Demografische Daten
Laut der Volkszählung von 2010 verteilten sich die damaligen 30.099 Einwohner auf 10.562 bewohnte Haushalte, was einen Schnitt von 2,63 Personen pro Haushalt ergibt. Insgesamt bestehen 12.199 Haushalte.
72,8 % der Haushalte waren Familienhaushalte (bestehend aus verheirateten Paaren mit oder ohne Nachkommen bzw. einem Elternteil mit Nachkomme) mit einer durchschnittlichen Größe von 3,09 Personen. In 37,5 % aller Haushalte lebten Kinder unter 18 Jahren sowie in 26,0 % aller Haushalte Personen mit mindestens 65 Jahren.
27,3 % der Bevölkerung waren jünger als 20 Jahre, 26,4 % waren 20 bis 39 Jahre alt, 28,0 % waren 40 bis 59 Jahre alt und 18,4 % waren mindestens 60 Jahre alt. Das mittlere Alter betrug 38 Jahre. 52,2 % der Bevölkerung waren männlich und 47,8 % weiblich.
74,9 % der Bevölkerung bezeichneten sich als Weiße, 19,9 % als Afroamerikaner, 0,4 % als Indianer und 0,5 % als Asian Americans. 2,2 % gaben die Angehörigkeit zu einer anderen Ethnie und 2,0 % zu mehreren Ethnien an. 5,7 % der Bevölkerung bestand aus Hispanics oder Latinos.
Das durchschnittliche Jahreseinkommen pro Haushalt lag bei 39.908 USD, dabei lebten 20,6 % der Bevölkerung unter der Armutsgrenze.

## Orte im Wayne County
Orte im Wayne County mit Einwohnerzahlen der Volkszählung von 2010:
Cities:
- Jesup (County Seat) – 10.214 Einwohner
- Screven – 766 Einwohner

Town:
- Odum – 504 Einwohner